# ENTRANCE
『ENTRANCE』（エントランス）は、久松史奈の11枚目のオリジナル・アルバム。2010年9月8日に発売された。

## 内容
歌手活動20周年記念第2弾アルバム。全曲書き下ろしオリジナル曲を収録。初回のみステッカー封入。

## 収録曲
全作詞・作曲：久松史奈
1. Satellite
2. EXCUSE
3. YOUR SIDE
4. 四季折々
5. NARROW SKY
6. THE SHIP GOES DOWN
7. OPEN YOUR MAP
8. ひとつだけ
9. オンナゴコロ
10. AGAIN AND AGAIN
11. CLASH DOWN
12. Sunny Tomorrow

## レコーディング参加
- 久松史奈 - ボーカル、キーボード
  - 斉藤律 - ギター
  - 西川進 - ギター
  - 大内貴雅 - ドラム
  - D.I.E - キーボード
  - 柳原陽一郎 - キーボード